# Aptinothrips rufus
Aptinothrips rufus är en insektsart som först beskrevs av Alexander Henry Haliday 1836.  Aptinothrips rufus ingår i släktet Aptinothrips och familjen smaltripsar. Arten är reproducerande i Sverige. Inga underarter finns listade i Catalogue of Life.